# Börkelsjön
Börkelsjön är en sjö i Sundsvalls kommun i Medelpad och ingår i Indalsälvens huvudavrinningsområde. Sjön har en area på 0,294 kvadratkilometer och ligger 260,2 meter över havet. Sjön avvattnas av vattendraget Kvarnån.

## Delavrinningsområde
Börkelsjön ingår i det delavrinningsområde (694363-155619) som SMHI kallar för Utloppet av Börkelsjön. Medelhöjden är 292 meter över havet och ytan är 6,46 kvadratkilometer. Det finns inga avrinningsområden uppströms utan avrinningsområdet är högsta punkten. Kvarnån som avvattnar avrinningsområdet har biflödesordning 2, vilket innebär att vattnet flödar genom totalt 2 vattendrag innan det når havet efter 37 kilometer. Avrinningsområdet består mestadels av skog (89 procent). Avrinningsområdet har 0,39 kvadratkilometer vattenytor vilket ger det en sjöprocent på 6,1 procent.